# لمان آلتینچکیچ
لمان بوزکورت آلتینچکیچ (ترکی استانبولی: Leman Bozkurt Altınçekiç) خلبان نیروی هوایی ترکیه و اولین زن خلبان جت در ناتو بود.

## اوایل زندگی
لمان بوزکورت در سال ۱۹۳۲ در شهر ساری‌قمیش، استان قارص ترکیه متولد شد. وی پس از فارغ‌التحصیلی از دبیرستان دخترانه در استانبول، برای آموزش به عنوان خلبان هواپیمای گلایدر به مرکز آموزش اینونو وابسته به انجمن هوانوردی ترکیه در استان اسکی‌شهر وارد شد.

## خدمت در ارتش
هنگامی که در سال ۱۹۵۴ نیروی هوایی ترکیه تصمیم به استخدام بانوان گرفت، او به نیروی هوایی ارتش پیوست. وی اولین دانشجوی دختر در مدرسه نظامی ازمیر بود. لمان در مصاحبه‌ای گفت که در روزهای اولیه، مدرسه هیچگونه امکانات شبانه‌روزی برای دانشجویان دختر نداشت و او مجبور بود به عنوان مهمان در خانه خانواده یک افسر بماند. آلتینچکیچ در ۱۹۵۷ به عنوان خلبان نظامی فارغ‌التحصیل شد. اگرچه بعداً پنج بانوی دیگر نیز در نیروی هوایی پذیرفته شدند، وی تنها دانش آموز دختر بود که به واحد هواپیمایی پایگاه نظامی اسکی شهر پیوست. لمان بوزکورت در پایگاه هوایی به عنوان خلبان جت آموزش دید و در سال ۱۹۵۸ درجه ستوان دومی را بدست آورد و نهایتاً به عنوان سرهنگ ارشد نیروی هوایی ارتش ترکیه بازنشسته شد.

## زندگی خصوصی
در سال ۱۹۵۹ لمان بوزکورت با طاهر آلتینچکیچ، یکی از همکارانش در اسکی‌شهر ازدواج کرد. وی در ۴ مه ۲۰۰۱ در ازمیر درگذشت. او در قبرستان قره‌باغلار به خاک سپرده شد.

## میراث
در اول دسامبر ۱۹۸۴ که پنجاهمین سالگرد حق رأی کامل زنان تُرک بود، وی برای دریافت لوح تقدیر به عنوان اولین زن در این حرفه به پارلمان ترکیه دعوت شد.